# 代希瓦勒-芒特拉维尼
代希瓦勒-芒特拉维尼是斯里兰卡西南部一座港口城市。位于首都斯里賈亞瓦德納普拉科特南部，濒临印度洋。原为科伦坡郊外住宅区，包括代希瓦勒、芒特拉维尼和加尔基沙等区。后为方便行政管理而划为一座城市。芒特拉维尼为著名的海滨疗养地，著名的斯里兰卡国家动物园则位于代希瓦勒。